# Frauenfeld
Frauenfeld é uma comuna da Suíça, no Cantão Turgóvia, com cerca de 21.965 habitantes. Estende-se por uma área de 27,43 km², de densidade populacional de 801 hab/km². Confina com as seguintes comunas: Aadorf, Bertschikon (ZH), Ellikon an der Thur (ZH), Felben-Wellhausen, Gachnang, Hagenbuch (ZH), Matzingen, Thundorf, Uesslingen-Buch, Warth-Weiningen. 
A língua oficial nesta comuna é o Alemão.

## Personalidades
- Walter Rudolf Hess (1881-1973), Prémio Nobel de Fisiologia ou Medicina de 1949